# Третье правительство Израиля
Третье правительство Израиля (ивр. ממשלת ישראל השלישית‎) было сформировано Д.Бен-Гурионом 8 октября 1951, через два месяца после выборов в Кнессет 2-го созыва. В состав правительства входило 15 министров, правительство было коалиционным, в его состав входили представители партий Мапай, Мизрахи, Хапоэль Ха-Мизрахи, Агудат Исраэль, Поалей Агудат Исраэль и трёх партий израильских арабов: Демократический список израильских арабов, Прогресс и работа и Сельское хозяйство и развитие.
Партии «Агудат Исраэль» и «Поалей Агудат Исраэль» вышли из коалиции 23 сентября 1952 из-за разногласий по вопросу о призыве женщин в Армию обороны Израиля. После их выхода из коалиции правительство пользовалось поддержкой только 60 из 120 депутатов Кнессета.
Третье правительство Израиля подало в отставку 19 декабря 1952 из-за разногласий с клерикальными партиями по вопросам религиозного образования. Два министра третьего правительства, Элиэзер Каплан и Давид-Цви Пинкас, умерли во время пребывания в должности.

## Состав правительства
| Третье правительство Израиля                    | Третье правительство Израиля                | Третье правительство Израиля |
| Должность                                       | Имя, фамилия                                | Партия                       |
| ----------------------------------------------- | ------------------------------------------- | ---------------------------- |
| Премьер-министр Министр обороны                 | Давид Бен-Гурион                            | «МАПАЙ»                      |
| Заместитель премьер-министра Израиля            | Элиэзер Каплан (до 13 июля 1952) 1          | «МАПАЙ»                      |
| Министр сельского хозяйства                     | Леви Эшколь (до 25 июня 1952)               | «МАПАЙ»                      |
| Министр сельского хозяйства                     | Перец Нафтали (с 25 июня 1952)              | «МАПАЙ»                      |
| Министр образования и культуры                  | Бен-Цион Динур                              | Не был депутатом Кнессета 2  |
| Министр финансов                                | Элиэзер Каплан (до 25 июня 1952)            | МАПАЙ                        |
| Министр финансов                                | Леви Эшколь (после 25 июня 1952)            | МАПАЙ                        |
| Министр иностранных дел                         | Моше Шарет                                  | «МАПАЙ»                      |
| Министр здравоохранения                         | Йосеф Бург                                  | Ха-поэль ха-мизрахи          |
| Министр внутренних дел Министр по делам религий | Хаим Моше Шапира                            | «Ха-поэль ха-мизрахи»        |
| Министр юстиции                                 | Дов Йосеф (до 25 июня 1952)                 | «МАПАЙ»                      |
| Министр юстиции                                 | Хаим Коэн (с 25 июня 1952)                  | Не был депутатом Кнессета    |
| Министр труда                                   | Голда Меир                                  | «МАПАЙ»                      |
| Министр внутренней безопасности                 | Бехор-Шалом Шитрит                          | «МАПАЙ»                      |
| Министр связи                                   | Мордехай Нурок                              | Мизрахи                      |
| Министр торговли и промышленности               | Дов Йосеф                                   | «МАПАЙ»                      |
| Министр транспорта                              | Давид-Цви Пинкас (до 14 августа 1952) 1     | Мизрахи                      |
| Министр транспорта                              | Давид Бен-Гурион (с 14 августа 1952)        | «МАПАЙ»                      |
| Министр социального обеспечения                 | Ицхак-Меир Левин                            | Агудат Исраэль               |
| Министр без портфеля                            | Перец Нафтали (до 25 июня 1952)             | «МАПАЙ»                      |
| Министр без портфеля                            | Пинхас Лавон (17 августа — 24 декабря 1952) | «МАПАЙ»                      |
| Заместитель министра сельского хозяйства        | Йосеф Эфрати                                | «МАПАЙ»                      |
| Заместитель министра образования и культуры     | Кальман Кахана                              | Поалей Агудат Исраэль        |

1 Умер во время пребывания в должности.
2 Динур не был депутатом Кнессета 2-го созыва, но был депутатом Кнессета 1-го созыва от партии МАПАЙ.